# Daniel Rye
Daniel Rye Ottosen (Give, 1989) és un fotògraf autònom danès que va ser retingut com a ostatge per Estat Islàmic durant 13 mesos entre el 2013 i el 2014. Va ser alliberat el juny de 2014 després de pagar un rescat de 15 milions de corones. Havia viatjat a Síria per fer un reportatge fotogràfic sobre els refugiats sirians a Turquia i el nord de Síria. Les seves experiències com a ostatge són el rerefons del best-seller de Puk Damsgård del 2015 Ser du månen, Daniel i una adaptació cinematogràfica d'aquest, que es va estrenar el 29 d'agost de 2019. La pel·lícula, titulada El segrest de Daniel Rye, està dirigida per Niels Arden Oplev i amb Esben Smed en el paper de Daniel Rye.